# إسماعيل الششتاوي
إسماعيل الششتاوي (8 مايو 1953 -) هو رئيس اتحاد الإذاعة والتليفزيون ورئيس مجلس إدارة مجلة الإذاعة والتليفزيون ورئيس الإذاعة المصرية سابقا.

## حياته ونشأته[2]
إسماعيل محمد الششتاوى العراقي  من مواليد 8 مايو 1953 مصر، قريه صهرجت الصغري بمركز أجا محافظة الدقهلية حاصل على بكالريوس تجارة من جامعة القاهرة عام 1975.

## مسيرته[3]
كان رئيس شبكة الإذاعات الإقليمية الأسبق ورئيس الإذاعة المصرية الأسبق ويرأس حاليا اتحاد الإذاعة والتليفزيون المصري كما يرأس مجلس إدارة مجلة الإذاعة والتليفزيون.
تاريخ التعيين الأول كان في نوفمبر 1976 حيث شغل منصب رئيس شبكة الإذاعات الإقليمية وهى شبكة تضم إحدى عشر إذاعة على مستوى الجمهورية، ثم صدر القرار رقم ( 459 ) لسنه 2011 بترقيتة وتعينة رئيسا للإذاعة المصرية في الثاني من شهر أبريل لسنة 2011 م ثم رئيسا لاتحاد الإذاعة والتليفزيون المصري .

## المناصب الذي تقلدها
1. رئيس شبكة الاذاعات الاقليمية سابقا
2. شغل منصب نائب رئيس الإذاعة المصرية إلي جانب رئاسته لإذاعة الاقليميات
3. تولى منصب رئيس الإذاعة المصرية منذ 2 أبريل 2011م
4. تولى منصب رئيس مجلس إدارة مجلة الإذاعة والتليفزيون الاسبق [4]
5. رئيس اتحاد الإذاعة والتليفزيون الاسبق
6. رئيس قطاع الإذاعة الاسبق .